# Polythlipta euroalis
Polythlipta euroalis is een vlinder van de familie van de grasmotten (Crambidae). De wetenschappelijke naam van deze soort is voor het eerst voorgesteld als Nausinoe euroalis door Charles Swinhoe in een publicatie uit 1889.
De soort komt voor in India (Assam).